# فرودگاه بونیا
فرودگاه بونیا (به انگلیسی: Bunia Airport) یک فرودگاه همگانی با کد یاتا BUX است که یک باند فرود یخ دارد و طول باند آن ۱۸۵۰ متر است. این فرودگاه در شهر بونیا، جمهوری دموکراتیک کنگو کشور جمهوری دموکراتیک کنگو قرار دارد و در ارتفاع ۱۲۳۳ متری از سطح دریا واقع شده‌است.